# Ley de inscripción automática y voto voluntario
La ley N.º 20.568, que regula la inscripción automática, modifica el Servicio Electoral y moderniza el sistema de votaciones, conocida comúnmente como ley de inscripción automática y voto voluntario, es una ley chilena que regula la inscripción automática en los registros electorales, y modifica la ley N.º 18.556 Orgánica Constitucional sobre sistema de inscripciones electorales y Servicio Electoral. 
Se originó mediante un mensaje presidencial durante el primer gobierno de Sebastián Piñera, en el que se expresa la voluntad política de incentivar la participación en la decisiones públicas por parte de la ciudadanía, en consecuencia, fueron enviados simultáneamente al Congreso Nacional los proyectos de ley para el voto voluntario y el sufragio de chilenos en el extranjero. Fue promulgada el 23 de enero de 2012 y publicada en el Diario Oficial el 31 del mismo mes.

## Votantes

### Procedimiento de inscripción
La ley cambió la exigencia previa de dirigirse a una oficina del Servicio Electoral para inscribirse. En el Registro Electoral quedan automáticamente inscritos todos los ciudadanos de nacionalidad chilena y extranjeros que cumplan con los requisitos para votar; es decir, chilenas y chilenos mayores de 18 años que no hayan sido condenados a pena aflictiva (tres años y un día o mayor) y los extranjeros avecindados en Chile por más de cinco años, que además no hayan sido condenados a pena aflictiva. El Registro Electoral contendrá también la información de las personas que tienen suspendido su derecho a voto o que hayan perdido por cualquier causa la ciudadanía, pues de todas formas para cada elección debe confeccionar un padrón específico que contenga la información de quienes podrán votar.

### Extranjeros residentes en Chile
Los extranjeros residentes en Chile serán inscritos automáticamente en la medida que el Servicio Electoral disponga de la información del Departamento de Extranjería del Ministerio del Interior que acredite que cumplen el requisito de cinco años de avecindamiento que les exige la Constitución. También podrán solicitar al Servicio Electoral su inscripción acreditando que cumplen el requisito.

### Chilenos en el extranjero
Todos los chilenos nacidos en Chile que se encuentran residiendo en el extranjero también serán inscritos automáticamente como el resto de los chilenos en el último domicilio en Chile que disponga el Registro Civil, o en su defecto según su lugar de nacimiento. Ello les permitirá por el momento, poder votar dentro de Chile en todas las elecciones que se realicen en el país. Los chilenos no nacidos en Chile podrán inscribirse presentando una solicitud ante el Servicio Electoral acompañando la documentación que acredita que cumplen el requisito de un año de avecindamiento dentro del país que les exige la Constitución, solicitud que se podrá presentar en los Consulados de Chile en el extranjero.

## Regulación

### Datos del Servicio Electoral
El Servicio Electoral tendrá acceso a las bases de datos del Servicio de Registro Civil e Identificación, el registro de extranjeros avecindados del Departamento de Extranjería, así como información de la Jefatura Nacional de Extranjería y de Policía Internacional en cuanto al tiempo de residencia en Chile de chilenos nacidos en el extranjero y de extranjeros nacionalizados chilenos. El Servicio Electoral deberá mantener siempre actualizado el registro con información sobre (por ejemplo) defunciones, cambios de domicilio, pérdida de ciudadanía o pérdida de nacionalidad.

### Información para el votante
El Servicio Electoral deberá comunicar a los nuevos electores su inscripción en el Registro Electoral entre los 180 y 90 días anteriores a la siguiente elección o plebiscito, indicando la circunscripción electoral y la mesa donde le corresponde votar. Esto se hará mediante una carta certificada dirigida al domicilio electoral consignado en el Registro Electoral. Además el Servicio Electoral deberá poner a disposición del público en forma permanente (a través de su sitio web y de una línea telefónica) un sistema de consulta donde cada elector podrá verificar si está inscrito, la circunscripción y comuna donde se encuentra inscrito, su mesa de votación y si está habilitado para votar en la próxima elección.

### Vocales de mesa
La tarea de ser vocal de mesa continúa siendo una función obligatoria. Se adopta este criterio de establecer una carga pública, para conformar las mesas con personas seleccionadas por sorteo, con el objeto que sean independientes de la contingencia política, evitando voluntarios que podrían tener marcada tendencia política que le puedan quitar imparcialidad y transparencia al proceso electoral.
Esta función será ejercida por aquellos electores sorteados de entre los 30 más capaces que seleccionen las Juntas Electorales. Durarán 4 años en la función y no podrán ser re-designados. La función será remunerada con un bono de 2/3 de UF ($ 15.000), que es el doble de lo pagado en las últimas elecciones. Los presidentes de mesa no tendrán que asistir al Colegio Escrutador al día siguiente de la elección. La nueva ley mantiene las mismas sanciones y multas que la legislación anterior para quienes no concurran a cumplir su función como vocal de mesa.
La nueva ley mantiene las mismas condiciones y requisitos para excusarse de cumplir la función de vocal de mesa.
Pueden excusarse durante los tres días hábiles siguientes a la publicación de su designación, mediante una carta al secretario de la Junta Electoral en la que estén inscritos. Son argumentos: estar fuera del país, estar a más de 300 km del lugar de votación o en un lugar cuyas comunicaciones no sean expeditas, ser mayor de 70 años, estar imposibilitado física o mentalmente y trabajar en un hospital. Quienes no cumplan con el deber cívico como vocales de mesa pueden ser sancionados con multas que van desde 2 hasta 8 Unidades Tributarias Mensuales (UTM).
La función de vocal de mesa es obligatoria, en tanto que el voto es voluntario. Por lo tanto, la persona debe cumplir su tarea como vocal y libremente decidir no votar. Son dos procesos independientes entre sí.

### Lugar de inscripción
Quienes se encontraban inscritos bajo la legislación anterior, se mantendrá su mesa de votación sin alteración, salvo que en el futuro modifique su domicilio electoral. En cambio quienes no votaban, estarán inscrito en la circunscripción electoral (territorio menor o igual a la comuna) que corresponde según su último domicilio en Chile que de acuerdo a la información que disponga el Registro Civil.

### Lugar de votación
Los nuevos inscritos se asignaran en los espacios no usados -por fallecimiento o cambio de domicilio- de las mesas actualmente vigentes de la circunscripción electoral que corresponda al domicilio del elector, hasta completar los 350 electores por mesas. En Chile actualmente existen cerca de 35 000 mesas que permiten el registro de más de 12 millones de electores. Si en alguna circunscripción faltan mesas de votación, se crearan nuevas en el número que sea necesario.

## Aplicación
La puesta en marcha de la ley en las elecciones presidenciales de 2013, estuvo caracterizada por la alta abstención registrada en la segunda vuelta del proceso. Fueron alrededor de 5 672 356 los chilenos que llegaron hasta las urnas, de un total de 13 573 000 votantes según las cifras del Servel. Esto significa que el 58,21 % de los electores no fue a votar.
Michelle Bachelet se convirtió en Presidenta con el 62 % de los votos, versus los 37,8 % recopilados por la abanderada de la Alianza, Evelyn Matthei. En la primera vuelta de estas presidenciales, un total de 6 696 229 personas fueron a votar, registrándose una participación del 49,3 % y hubo una abstención de 50,6 %. Esto significa que, en relación con la primera vuelta, un 15,29 % menos de votantes participaron en el proceso.
En tanto, en las elecciones municipales de 2012, cuando por primera vez se aplicó la ley del voto voluntario y la inscripción automática, la cantidad de personas que no asistió a las urnas alcanzó el 60 %. Sin embargo, se esperaba que la cifra de participación repuntara en las presidenciales.
En 2013 la cifra de abstención electoral en una elección presidencial es la más alta de la historia. Con ello, el debut del voto voluntario y la inscripción automática en sus primeras elecciones presidenciales deja entrever un descontento, o al menos una importante desconexión con el proceso democrático, de grandes proporciones.
Esta ley, en la parte del voto voluntario, quedó derogada de facto con las reformas constitucionales al Título XV de la Constitución Política de la República de Chile, las cuales posibilitaron los fracasados procesos constitucionales, tanto la Convención como el Consejo Constitucionales, al eliminar de la Constitución la palabra voluntario al referirse al voto y, desde 2022 en adelante, todas las votaciones han sido obligatorias de sufragar y el padrón se actualiza periódicamente con las inscripciones automáticas de nuevos electores.